# إنزيم أكسدة واختزال

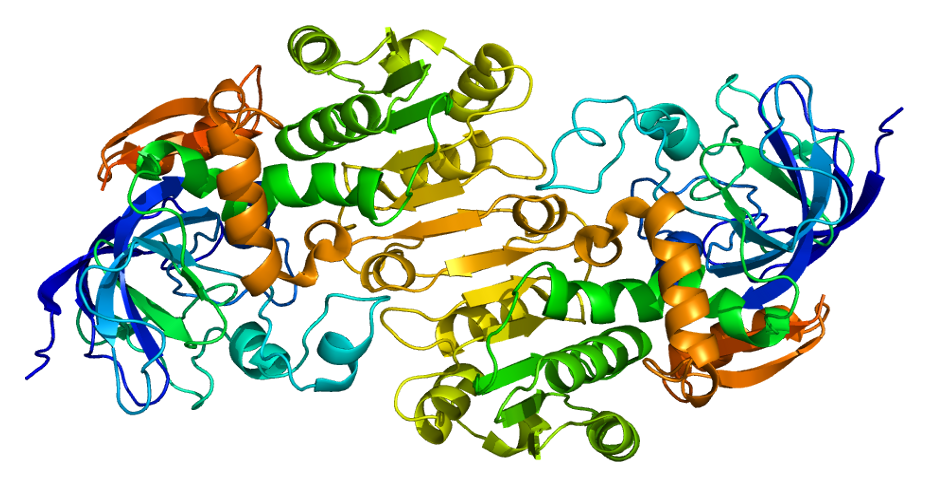

في الكيمياء الحيوية، إنزيم أكسدة-اختزال (أو حرفيًا الأوكسيدوريدوكتاز) (بالإنجليزية: oxidoreductase) أحد أنواع الإنزيمات التي تحفز نقل إلكترون من جزيئة (تدعى مرجع)، أو تدعى أيضا قابل الهيدروجين (hydrogen acceptor) أو مانح الإلكترون (electron donor) إلى جزيئة أخرى تدعى مؤكسد، أيضا مانح الهيدروجبن أو قابل الإلكترون. مثلا : الإنزيم الذي يتواسط التفاعل التالي يمكن أن يكون أوكسيدوريدوكتاز :
A– + B → A + B–
في هذا المثال, A هو المرجع (مانح الإلكترون) و B هو المؤكسد (قابل الإلكترون).
في التفاعلات الكيميائية الحيوية، تفاعلات أكجعة تكون نادرة ومن القليل رؤيتها

## اقرأ ايضاً
- مونوأكسجيناز
- مختزلة الثيوريدوكسين
- مختزلة الريبونوكليوتيد